# Hermsdorf (Thüringen)
Hermsdorf ist eine Kleinstadt in Ostthüringen und Sitz der Verwaltungsgemeinschaft Hermsdorf im Saale-Holzland-Kreis.

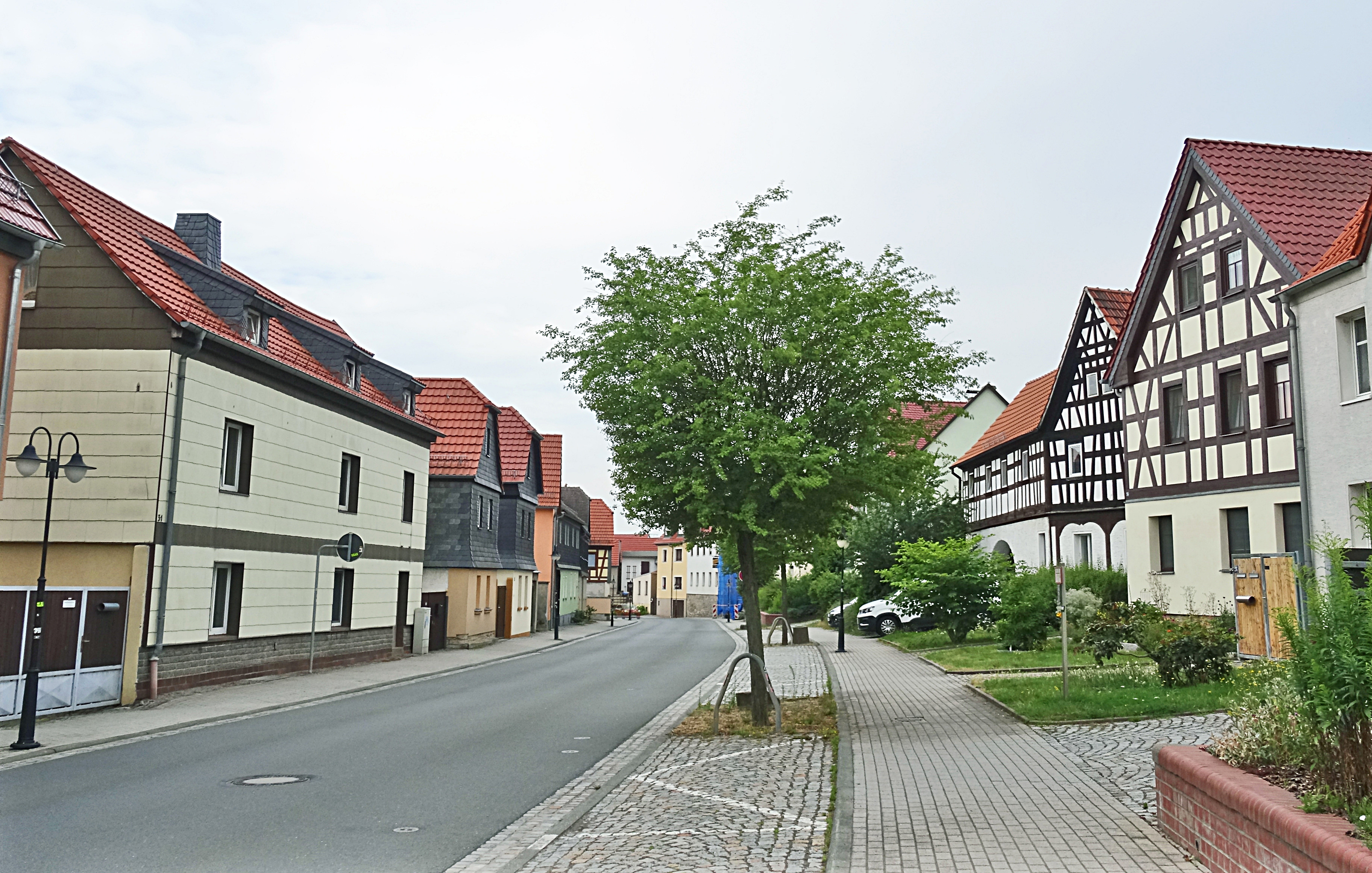
Ortsansicht

## Geografie

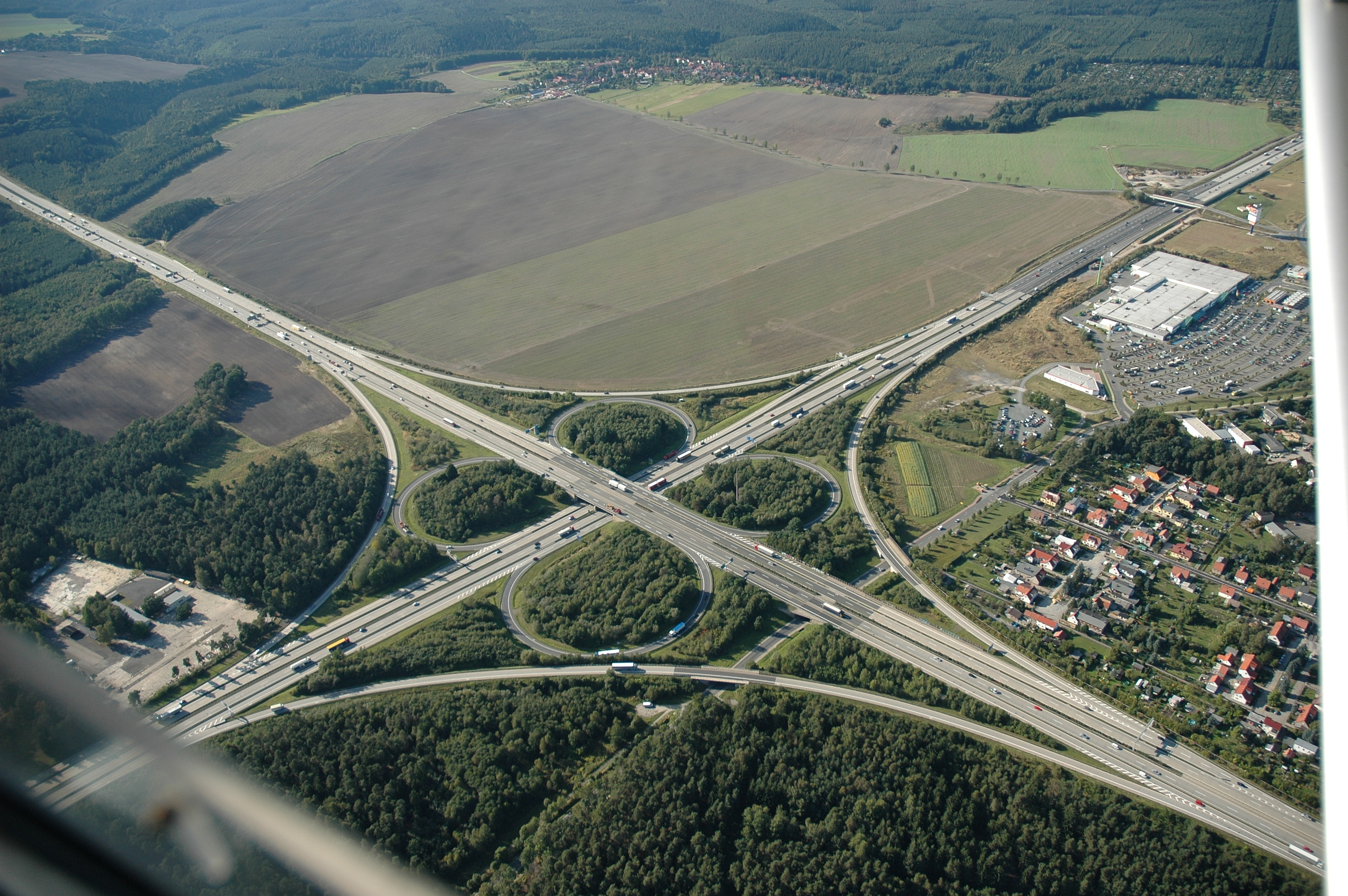
Hermsdorfer Kreuz

Hermsdorf liegt in der Mitte (je ca. 20–25 km entfernt) zwischen den beiden ostthüringischen Großstädten Jena und Gera und etwa 55 km südwestlich von Leipzig. Der Ort ist Zentrum des Thüringer Holzlandes. Seinen Bekanntheitsgrad verdankt er vorrangig dem Hermsdorfer Kreuz: Dort kreuzen sich die Autobahnen Frankfurt am Main–Dresden (A 4) und Berlin–München (A 9).
Angrenzende Gemeinden sind Bad Klosterlausnitz, Reichenbach und Schleifreisen im Saale-Holzland-Kreis sowie Kraftsdorf im Landkreis Greiz.

## Geschichte

### 12. bis 19. Jahrhundert
Einen Nachweis über Hermsdorf gibt es ab dem Jahr 1173. Auf einem geheimen Hoftag, der den Umständen nach 1173 nur im späteren Gasthof „Zum Schwarzen Bär“ stattgefunden haben kann, enthob Kaiser Friedrich I. („Barbarossa“) den König von Böhmen seiner Würde. Dies belegen wissenschaftliche Arbeiten von Karl Pertz und Wilhelm Giesebrecht, zwei Historikern des 19. Jahrhunderts.
Die historische Romanreihe der Schriftstellerin Sabine Ebert: Das Geheimnis der Hebamme, Die Spur der Hebamme sowie Die Entscheidung der Hebamme führt in die Zeit Kaiser Barbarossas. Die drei Bücher beruhen auf historischen Hintergründen.
Aus den Ausführungen der beiden Historiker Pertz und Giesebrecht, untermauert durch die Romanrecherchen der Autorin Sabine Ebert, ist eindeutig zu schließen, dass die Schenkungsurkunde vom 10. Januar 1256 nicht die erste ist, in der Hermsdorf erwähnt wurde. Die Unterlagen belegen, dass Kaiser Friedrich I. bis Eisenberg gereist war. Auf Grund des geheimen Hoftages endet das Protokoll hier. Auf Grund der zeitlichen Zusammenhänge kann der geheime Hoftag von 1173 nur in der Ausspanne und späteren Gaststätte „Zum Schwarzen Bär“ stattgefunden haben.
Die Schenkungsurkunde vom 10. Januar 1256 besagt, dass die Dörfer Hermsdorf und Kraftsdorf mit allem Zubehör als richtiges Eigentum (also nicht als Lehen) vom Landesherrn an das Kloster Lausnitz übertragen wurden. Dies ist die erste (sichere) urkundliche Erwähnung von Hermsdorf.
Hermsdorf wurde 1256 noch in einer weiteren Urkunde erwähnt. Der Holzreichtum (Thüringer Holzland) und die verkehrsgünstige Lage (Handelsstraße Naumburg–Regensburg mit Umspanne in Hermsdorf) begünstigten die Entwicklung des Ortes. Hermsdorf gehörte zum wettinischen Kreisamt Eisenberg, welches aufgrund mehrerer Teilungen im Lauf seines Bestehens unter der Hoheit verschiedener Ernestinischer Herzogtümer stand. 1826 kam der Ort mit dem Südteil des Kreisamts Eisenberg und der Stadt Eisenberg vom Herzogtum Sachsen-Gotha-Altenburg zum Herzogtum Sachsen-Altenburg. Hermsdorf gehörte zum Westkreis des Herzogtums, der vom Landesteil um die Residenzstadt Altenburg räumlich getrennt war. Ab 1920 gehörte er zum Land Thüringen.
Mit dem Bau der Bahnstrecke Weimar–Gera 1872/76 begann die industrielle Entwicklung.
Nach 1890 entstanden, zusätzlich zur Porzellanfabrik, weitere Firmen, so drei Dampfsägewerke, ein Elektrizitätswerk, zwei Leiterfabriken (Holzleiter-Bau) und weitere holzverarbeitende Betriebe. Viele davon existierten noch in der DDR-Zeit um 1970, so die Firma Patzer, die Röntgenanlagen und „Röntgenzüge“ fertigte und viele andere Exportartikel sowie Firma Hegemann & Söhne (Hermatect-Werk), die Bedachungsmaterial und Isoliermaterial fertigte.

### 20. Jahrhundert
Das Central-Theater entstand aus der früheren Zentralhalle. Die Zentralhalle war ehemals Teil einer Gaststätte. In dieser Halle fanden im frühen 20. Jh. Arbeiterveranstaltungen statt. Bedingt durch das Porzellanwerk waren die Hermsdorfer Arbeiter gut organisiert. 1904 sprach August Bebel in der Zentralhalle vor mehr als 600 Arbeitern.
Um 1900 hatte ein Altenburger Sozialdemokrat eine Veranstaltung in der Zentralhalle abgehalten. Daraufhin gründete sich hier ein Ortsverein der SPD, welcher im Rahmen der Reichstagswahlen 1903 hier August Bebel in der Zentralhalle empfing. 1906 sprach in Hermsdorf Luise Zietz (1863–1922) und 1907 ihre Kampfgefährtin Clara Zetkin. Bei den Gemeindewahlen 1919 errang die Sozialdemokratische Partei die Mehrheit im Gemeindeparlament. Während des Kapp-Putsches 1920 besetzten bewaffnete Arbeiter die Ortseingänge von Hermsdorf und benachbarten Orten. 1923 gründeten Arbeiter hier eine Arbeitslosenorganisation.
Der Bau des Autobahnkreuzes der heutigen Autobahnen A 9 und A 4 in den 1930er Jahren brachte eine Verbesserung der Infrastruktur mit sich.
Vor 1933 hatten Sportvereine/Turnvereine in mühsamer Rodearbeit im Wald bei Hermsdorf einen Sportplatz angelegt. Er hieß in der DDR-Zeit Werner-Seelenbinder-Sportstätte. In der Zeit des Nationalsozialismus wurde dieses Areal als Arbeitsdienstlager genutzt.
Während des Zweiten Weltkrieges wurden 3.586 Fremd- / Zwangsarbeiter und Kriegsgefangene aus 15 Nationen in Hermsdorf als Arbeitskräfte eingesetzt, die meisten in der Hescho (Hermsdorf-Schomburg-Isolatoren-Gesellschaft, später KWH), der Rest in verschiedenen Kleinbetrieben. Die folgende Tabelle nennt ihre Herkunft und Anzahl.
| Land        | Personen |
| ----------- | -------- |
| UdSSR       | 1823     |
| Frankreich  | 0572     |
| Polen       | 0491     |
| Belgien     | 0314     |
| Kroatien    | 0186     |
| Italien     | 0115     |
| Protektorat | 0025     |
| Niederlande | 0022     |

| Land       | Personen |
| ---------- | -------- |
| Luxemburg  | 10       |
| Tschechei  | 06       |
| Ungarn     | 05       |
| Österreich | 02       |
| Bulgarien  | 01       |
| Rumänien   | 01       |
| Staatenlos | 13       |

Davon starben in Hermsdorf aus der UdSSR 47, aus Polen 9, aus Italien 2, aus Frankreich 2, aus Belgien 2 (gesamt 62) sowie 33 russische und polnische Kinder im Alter von 0 bis 14 Jahren.
Hermsdorf erlebte vom 9. bis 11. April 1945 mehrere US-Luftangriffe durch taktische Bomber, dabei starben 13 Menschen.
Am 9. April 1945 warf ein britisch-amerikanisches Bombergeschwader über Hermsdorf Sprengbomben und Brandbomben ab, wobei etliche Häuser und die Hermsdorfer Schule zerstört wurden.
Die „Friedensschule“ erhielt bei ihrem Wiederaufbau 1949 ihren neuen Namen. In ihrer Nachbarschaft befand sich in der DDR-Zeit das „Haus der Jungen Pioniere“.
Das Café „Rühling“ hatte 1945 auch einen Bombenschaden erlitten, wurde 1957 wieder hergerichtet.
Den Ort prägte über viele Jahrzehnte des 20. Jahrhunderts, vor allem während der DDR-Zeit, der Großbetrieb VEB Keramische Werke Hermsdorf (KWH). Zum Betriebsgelände gehörte unter anderem das damals größte Freiluft-Hochspannungs-Versuchsfeld Europas, dessen drei bis zu 75 Meter hohe und kilometerweit sichtbare Stahlgitter-Prüfbrücken zum bekanntesten Wahrzeichen der Stadt wurden. Diese Landmarke wurde 1992 durch Sprengung abgerissen.
Vor allem in den 1960er- und 1970er-Jahren fanden im Norden der Stadt, bedingt durch die industrielle Entwicklung, umfangreiche Wohnungsbautätigkeiten statt.

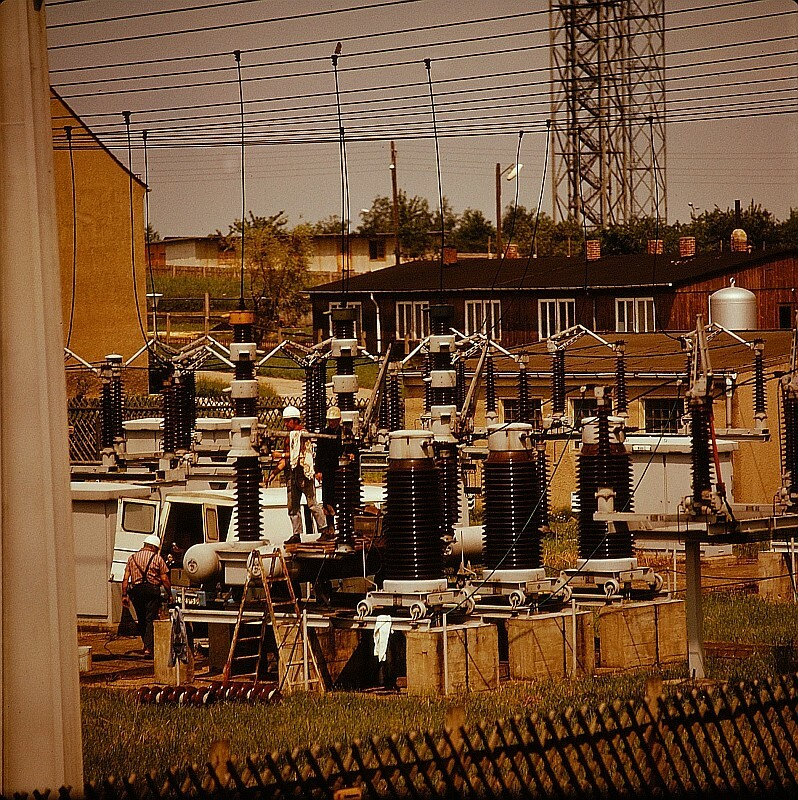
KWH-Versuchsanlage (1977)
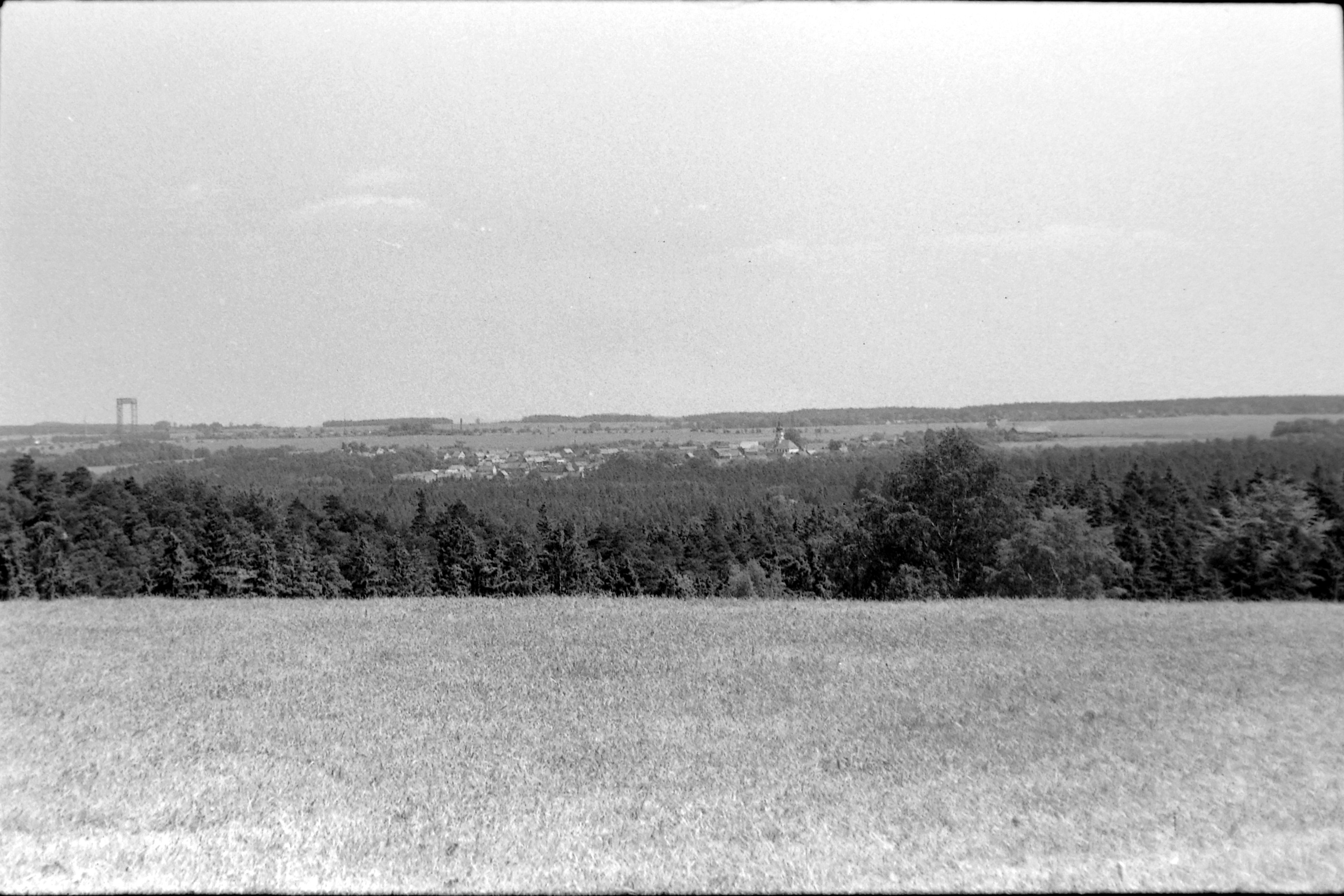
Blick (aus nördlicher Richtung) über den Zeitzgrund nach Schleifreisen. Im linken Hintergrund das neue Freiluft-Hochspannungsprüffeld bei Hermsdorf. (1986)
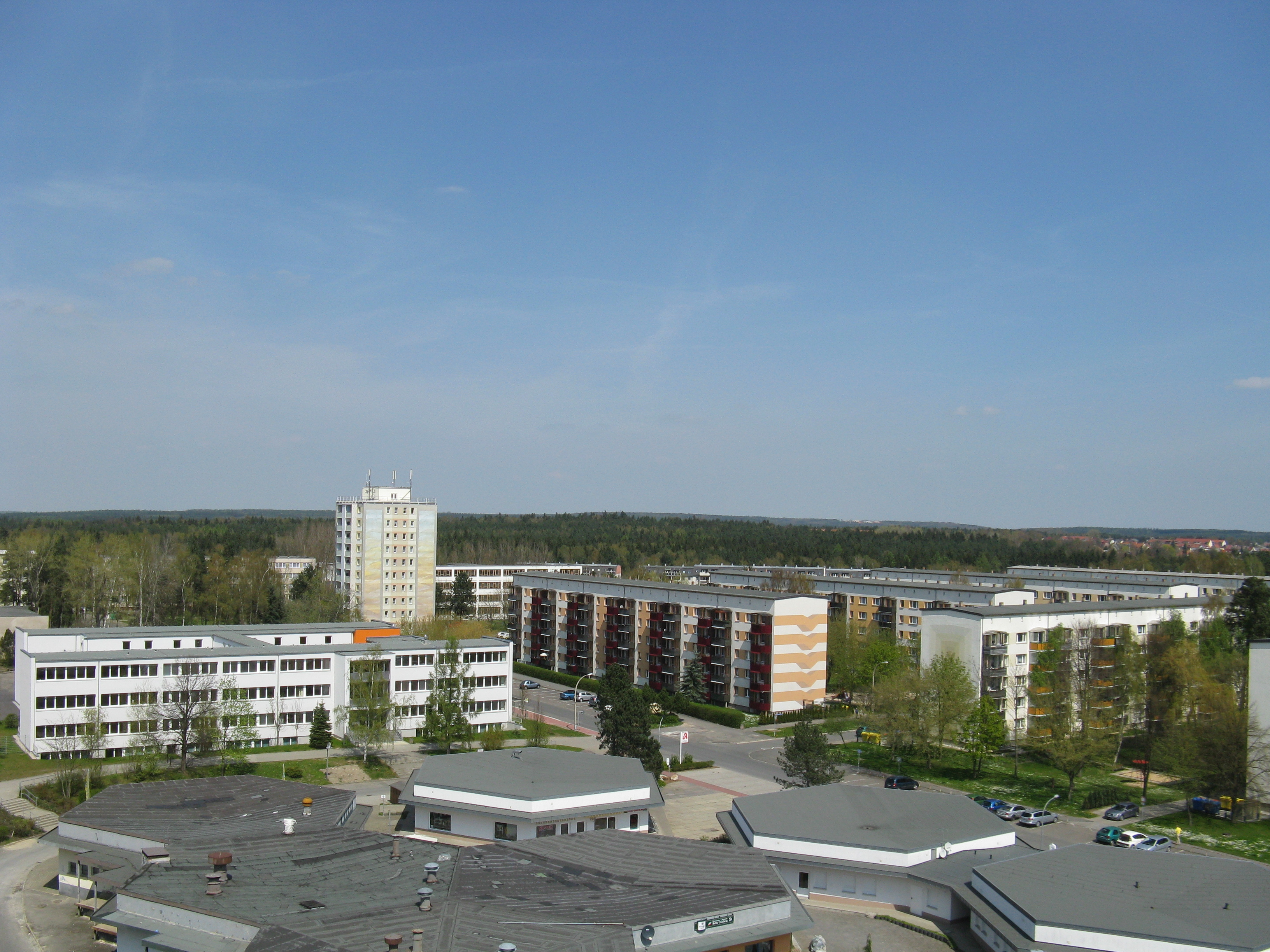
„Waldsiedlung Hermsdorf“ im Norden der Stadt. Errichtet in der DDR-Zeit für Beschäftigte der Keramischen Werke Hermsdorf (2008)

Am 7. Oktober 1969 erhielt Hermsdorf das Stadtrecht. Zu diesem Zeitpunkt hatte der Ort mehr als 9.000 Einwohner. Mit der Gewährung des Stadtrechts sollte auch die „erfolgreiche sozialistische Entwicklung“ des Ortes gewürdigt werden. Aus diesem Anlass wurden beschränkt Gedenkmünzen an die Stadtbevölkerung verteilt.

### Hermsdorfer Porzellan- und Keramikindustrie
Am 1. Januar 1890 gründete die „Porzellanfabrik Kahla AG“ die Filiale „Porzellanfabrik Hermsdorf-Klosterlausnitz“ zur Fertigung von Geschirrporzellan an der neuen Bahnlinie Gera-Weimar. Bereits ab 1892 stellte die Hermsdorf-Klosterlausnitzer Fabrik systematisch auf Produktion von Elektroporzellan (siehe: Steatit) für die Elektrotechnik um. Noch um 1906 wurde hier auch noch Haushaltsgeschirr gefertigt.
1896 hatte man in Hermsdorf den elektrischen Isolator namens „DELTA-Glocke“ erfunden und patentieren lassen. Ende der 1920er Jahre wurde in Hermsdorf der Werkstoff Calit (Markenname) entwickelt, ein Sonder-Steatit. Calit hielt Einzug in die Funk- und Nachrichtentechnik. Außerdem auch der ähnliche Werkstoff Calan (Markenname). Entwickelt wurden hier auch keramische Dielektrika und Ferrite. 1939 stellten Hermsdorfer Werke auf einer Messe eine Radioröhre der Stahlröhrenserie vor, die ein Keramikgehäuse anstelle von Stahlgehäuse hatte. Auch die Entwicklung keramischer Leiterplatten war in Hermsdorf erfolgt. Die Keramischen Werke Hermsdorf (KWH) in der DDR entwickelten auch Integrierte Schaltungen in Dünnschichttechnik und Dickschichttechnik.
Mit Beginn der 1930er Jahre machte das Hermsdorfer Porzellanwerk einen Strukturwandel zum „Keramischen Werk“ für Steatit und Sonderkeramiken durch. 1933 bis 1938 stieg der Umsatz dieser neuen Produkte um das Zehntausendfache. Auf der Leipziger Frühjahrsmesse 1934 hatte die Hescho einen Stand, auf dem die Firma Rohde & Schwarz aus München mit ihrem „Physikalisch-Technischen Entwicklungslabor“ (PTE) Messgeräte für dielektrische Verluste u. a. vorstellte. Bereits in den 1920er Jahren hatte die Hescho ein Höchstspannungs-Versuchsfeld zur Prüfung von Isolatoren betrieben. So eine Hochfrequenz-Prüfanlage mit 1,5 Megavolt und eine Stoßspannungsanlage bis 600 Kilovolt. 1938 nahm die HESCHO in der damaligen Hermsdorfer Bahnhofstraße ein neues Hochfrequenzlabor in Betrieb. Am 25. Januar 1939 beauftragte die Hescho die Firma Rohde & Schwarz in München mit dem Bau des „Messsenders für Hochspannungs- und Hochstromuntersuchungen“. Im Juli 1941 wurde der Sender von der HESCHO in Betrieb genommen. Dieser Großmeßsender Hermsdorf blieb erhalten und steht unter Denkmalschutz. Er diente damals der Messung dielektrischer Verluste und der Bestimmung der Durchschlagsspannung und Überschlagsspannung von Isolatoren für höhere Frequenzen.
1922 entstand die HESCHO, die Hermsdorf-Schomburg-Isolatoren GmbH. Sie war ein Monopol-Zusammenschluss des Hermsdorfer Werkes mit den Firmen H. Schomburg & Söhne A.G. (Margarethenhütte) in Großdubrau, dem Freiberger Porzellanwerk und der Tonwarenfabrik in Schwandorf/Oberpfalz. Ihre Produkte wurden damals unter dem Markennamen Tridelta vermarktet. Sie waren damals Marktführer.
1929 bis 1933 musste die HESCHO in der Weltwirtschaftskrise mehr und mehr Beschäftigte entlassen. Nur einige hundert behielten ihren Job. Mit Beginn der Kriegsvorbereitungen der Nationalsozialisten wurde die HESCHO kriegswichtiger Rüstungsbetrieb, denn man fertigte hier Hochfrequenz-Isolatoren für die Funktechnik.
Zu Beginn des Zweiten Weltkrieges hatte die HESCHO etwa 1000 Beschäftigte und man stellte hier hauptsächlich keramische Isolatoren für Telefon- und Telegraphenleitungen her. Davon wurde der größte Teil exportiert.
Während des Zweiten Weltkrieges befand sich in Hermsdorf ein Lager für Kriegsgefangene und Zwangsarbeiter. Mehr als 2800 aus fast allen Ländern Europas wurden hier zur Arbeit gezwungen. Nach 1945 entstand die sowjetische Aktiengesellschaft SAG „Hescho-Kahla“. Daraus entstand 1953 in der DDR der VEB Keramische Werke Hermsdorf (KWH), der 1969 zum Kern des Kombinat VEB Keramische Werke Hermsdorf wurde. Nach der Wende 1989 befanden sich 11 Betriebe des KWH in Staatsbesitz der Treuhand. Ursprünglich waren im Kombinat um 1980 etwa 23 Betriebe mit etwa 23000 Mitarbeitern tätig. In Hermsdorf etwa 7500 Mitarbeiter. Nach Sanierung durch die Treuhand waren nur noch 1550 Mitarbeiter um 1992 beschäftigt. Unter Initiative von Lothar Späth wurden Betriebsteile als Tridelta AG an die Jenoptik in Jena angegliedert und so gerettet. 1994 entstanden daraus einzelne Firmen.
Die SAG Hescho-Kahla hatte ab 1945 die Produktion auf zivile Porzellanerzeugnisse umgestellt. Gefertigt wurden Haushaltsgegenstände, beispielsweise ein Bügeleisen, welches weitgehend aus Keramik bestand (außer der beheizten Bügelplatte) und auch elektrische Keramikgehäuse-Heizstrahler. Man reagierte damit auf den Metallmangel. Erwähnenswert sind Kochgeschirre/Töpfe/Pfannen aus dem Keramikmaterial Ardostan (Markenname), einem Cordierit-Werkstoff. Ardostan hat einen sehr geringen thermischen Ausdehnungskoeffizient. Die Ardostan-Kochgeschirre konnten im glühenden Zustand in Wasser geworfen werden, ohne dadurch zerstört zu werden.
Die DDR investierte über 100 Millionen Mark in die Entwicklung des Hermsdorfer Keramikwerkes. Forschungseinrichtungen und eine Hochschule für Keramik mit Internat wurden geschaffen. An der Ingenieurschule für Elektrotechnik und Keramik wurden Meister und Ingenieure ausgebildet. Etwa 250 Personen studierten dort um 1970. Für die Beschäftigten des Keramikwerkes legte man die Wohnsiedlung „Waldsiedlung“ mit Plattenbauten an. In der Waldsiedlung existierten auch die Gaststätte „Holzlandperle“, eine Kaufhalle und weitere Versorgungseinrichtungen. Im Ort selbst entstanden das Kulturhaus mit Betriebsgaststätte, eine Betriebs-Poliklinik (auch für die betriebsfremden Einwohner Hermsdorfs) mit Kinderkrankenstation (letztere 1966/67), mehrere Kinderkrippen und Kindergärten sowie ein werkseigenes Ferienheim. Im Rahmen des 20. Jahrestages der Gründung der DDR (7. Oktober 1949) erhielt der Ort Hermsdorf (am 7. Oktober 1969) schließlich das Stadtrecht verliehen.
Produkte der genannten historischen Firmen sind in einem technikgeschichtlichen Heimatmuseum im Rathaus ausgestellt.

### Einwohnerentwicklung
Die höchste Bevölkerungszahl hatte der Ort 1985. Entwicklung der Einwohnerzahl (Stand jeweils 31. Dezember):
| 1691 bis 1960 - 1691: 0.224 - 1720: 0.491 - 1823: 0.851 - 1841: 1.095 - 1933: 3.502 - 1939: 4.524 - 1946: 5.867 1 - 1950: 5.798 2 - 1960: 5.694 | 1981 bis 1999 - 1981: 11.056 - 1984: 10.835 - 1985: 11.071 - 1994: 09.463 - 1995: 09.361 - 1996: 09.261 - 1997: 09.122 - 1998: 09.101 - 1999: 09.009 | 2000 bis 2008 - 2000: 9.006 - 2001: 8.907 - 2002: 8.865 - 2003: 8.745 - 2004: 8.699 - 2005: 8.609 - 2006: 8.591 - 2007: 8.593 - 2008: 8.517 | 2009 bis 2017 - 2009: 8.479 - 2010: 8.384 - 2011: 7.999 - 2012: 7.867 - 2013: 7.800 - 2014: 7.681 - 2015: 7.689 - 2016: 7.724 - 2017: 7.802 | ab 2018 - 2018: 7.893 - 2019: 8.051 - 2020: 8.038 - 2021: 8.052 - 2022: 8.227 |

 Datenquelle ab 1994: Thüringer Landesamt für Statistik

## Politik

### Stadtrat

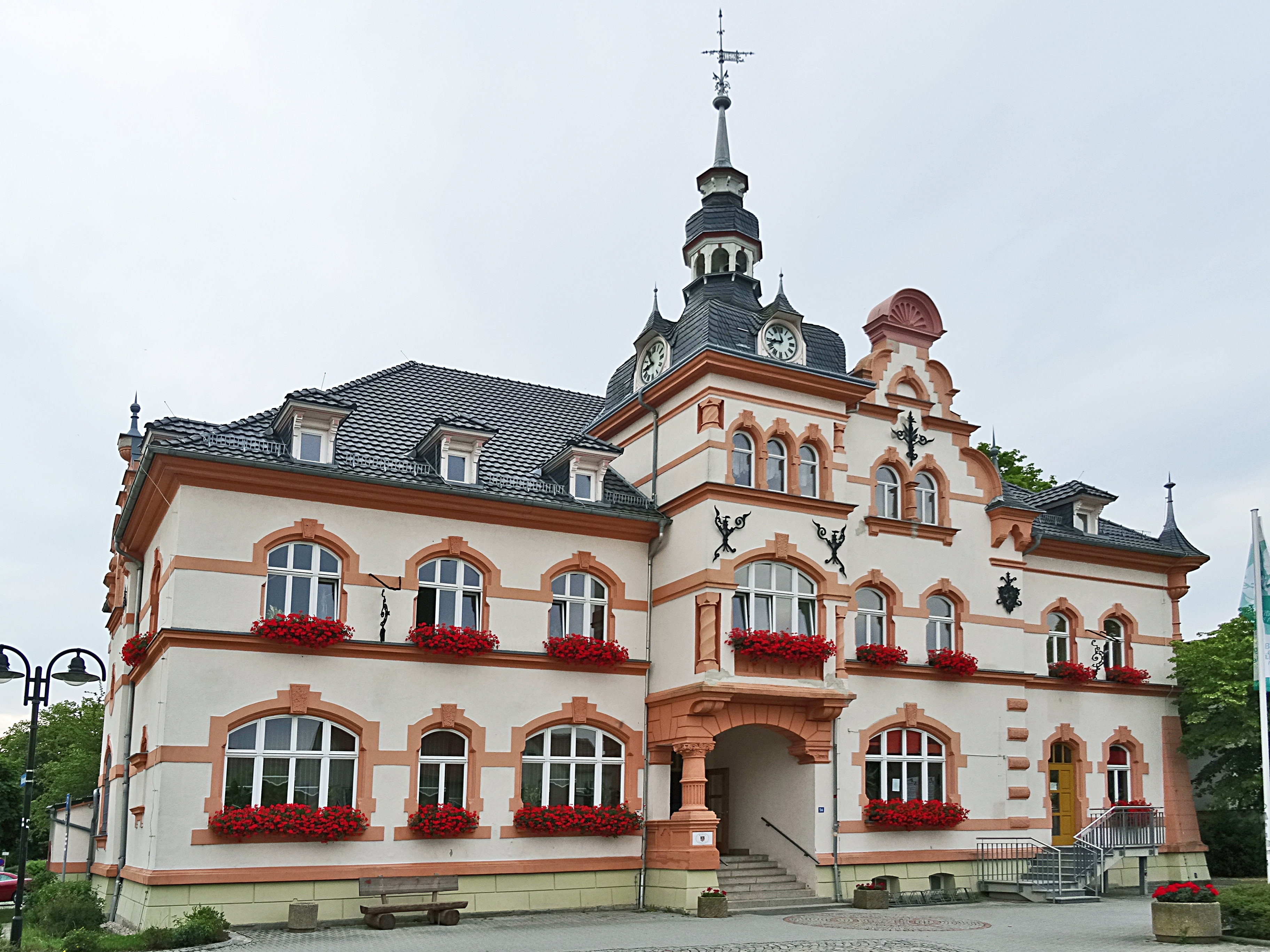
Rathaus Hermsdorf von 1897

Der Stadtrat besteht aus dem Bürgermeister und 20 Stadträten. Er setzt sich seit der Kommunalwahl am 26. Mai 2019 wie folgt zusammen:
| Partei / Liste            | Stimmenanteil | Sitze | +/− |
| CDU                       | 22,1 %        | 4     | −1  |
| Linke                     | 17,1 %        | 4     | −1  |
| SPD                       | 16,8 %        | 3     | −2  |
| Bürgerinitiative Holzland | 43,4 %        | 9     | +4  |
| Wahlbeteiligung: 57,0 %   |               |       |     |

### Bürgermeister
Die bisherigen Bürgermeister waren:
- 1700–1700 Johann Gottfried Plötner, Nachweis im Jahr 1763
- 1792–1811 Friedrich Stöckigt, Schulmeister
- 1864–1864 Karl Gottlob Opel, Amtsschulze
- 1868–1868 Karl Gottlob Opel, Gemeindevorsteher; Karl Beyer, Amtsschulze
- 1868–1870 Michael Kraft, Gemeindevorsteher
- 1870–1878 Friedrich Traugott Eckardt
- 1878–1882 Karl Friedrich Kirchner
- 1882–1900 Karl Gottlob Opel
- 1900–17. Juli 1906 Louis Bratfisch
- 1906–1912 Louis Klaus
- 1912–31. Juli 1924 Reinhold Goldberg
- 1. August 1924 – 9. April 1929 Bruno Zschätzsch, stellv. Franz Tuma
- 10. April 1929 – 2. Oktober 1929 Alfred Schröder
- 3. Oktober 1929 – 1. März 1933 Wilhelm Sperhake
- 18. März 1933 – 28. März 1933 Amtmann Reich Stadtroda (kommissarisch eingesetzt)
- 29. März 1933 – 31. Mai 1934 Reinhold Goldberg (kommissarisch)
- 1. Juni 1934 – 29. Juni 1935 Hermann Georg Richard Flemming
- 30. Juni 1935 – 21. März 1945 † Kurt Weise (1943 Wehrmacht, 21. März 1945 im Lazarett verstorben)
- 22. März 1945 – 1. Mai 1945 Arthur Schöppe (1. Beigeordneter und stellv. Bürgermeister)
- 2. Mai 1945 – 20. April 1949 Wilhelm Sperhake (Ehrenbürger)
- 20. April 1949 – 4. Oktober 1952 Johannes Rabitzsch
- 4. Oktober 1952 – 19. Mai 1960 Fritz Unrath
- 20. Mai 1960 – 31. März 1967 Lieselotte Heyer
- 1. April 1967 – 1. September 1971 Karl Juch
- 2. September 1971 – 9. Dezember 1977 Fritz Stephan
- 1. Juli 1977 – 31. Januar 1981 Renate Bätz
- 1. Februar 1981 – 31. Januar 1987 Günter Klecha
- 31. März 1987 – 30. Mai 1990 Wolfgang Ille
- 1. Juni 1990 – 30. September 1990 Hans-Jürgen Weiße
- 1. Oktober 1990 – 30. Juni 1994 Gerfried Manke
- 1. Juli 1994 – 30. Juni 2018 Gerd Pillau (Ehrenbürger)
- 1. Juli 2018 Benny Hofmann

### Wappen
Das Wappen wurde am 30. August 2005 genehmigt.
Blasonierung: „In Silber ein silbernes, rot bordiertes Stützbogenkreuz, das mit einem roten Fadenkreuz belegt ist, dessen Schnittpunkt sich in Schildfußhöhe befindet; vorn ein grüner Nadelbaum, hinten ein schwarzer Bär.“
Nach mehreren Anträgen erhielt Hermsdorf erst 1969 das Stadtrecht. Zu den ältesten Gebäuden zählt der Gast- und Gutshof „Zum Schwarzen Bär“. Er war Ausgangspunkt für die Entwicklung der Stadt. Im Wappen gibt ein steigender schwarzer Bär als redendes Element diese Tatsache wieder. Der stilisierte Nadelbaum wurde als Symbol für die Region des Holzlandes, dessen Zentrum Hermsdorf war und ist, in das Stadtwappen aufgenommen. Das Stützbogenkreuz, welches mit einem Fadenkreuz belegt ist, steht symbolisch für das Hermsdorfer Kreuz. Mit der Autobahn wurde Hermsdorf europaweit bekannt. Außerdem kreuzten sich bereits seit Jahrhunderten Handelswege aus Ost-West und Süd-Nord.
Das Wappen wurde von dem Heraldiker Michael Zapfe gestaltet.

### Städtepartnerschaften
Hermsdorf unterhält Städtepartnerschaften mit den rheinland-pfälzischen Städten Lahnstein und Grünstadt.

## Kultur und Sehenswürdigkeiten
Siehe: Liste der Kulturdenkmale in Hermsdorf (Thüringen)

### Bauwerke
- Rathaus von 1897 (mit späteren Umbauten)[28]
- Stadthaus, ein ca. 100-jähriges Klinker-Industriegebäude, umgebaut zu Kultur- und Verwaltungsgebäude. Einstiges Gebäude der Hermsdorf-Schomburg-Isolatoren GmbH (Hescho), später Keramische Werke Hermsdorf (KWH) am (abgerissenen) Alten Hochspannungs-Versuchsfeld. Das Gebäude hatte im Obergeschoss ehemals drei Hochspannungs-Durchführungs-Isolatoren durch das Mauerwerk, wovon man nur einen erhalten hat. Dieses „Alte Prüffeld“ war ein Niederfrequenz-Prüffeld mit Hochspannung gewesen.
- St.-Salvator-Kirche (Lage→), Vorgängerkirche von 1150
- Katholische St.-Josef-Kirche
- Weißes Haus mit Verzierungen und Reliefs zur früheren Porzellanproduktion
- historischer Autobahn-Rasthof von 1936 Rasthof Hermsdorf (ehem. Mitropa-Raststätte). Vor wenigen Jahren noch als Rasthof/Gaststätte/Hotel genutzt. Bauwerk des Nationalsozialismus mit teilweise erhaltener Originaleinrichtung. Sandstein-Fenstergewände, monumentaler Eingangsbereich und äußerer Promenadenweg mit runden Sandsteinsäulen. Aktuell (2025) ungenutzt. An der Abfahrt Hermsdorf-Süd der A9 direkt am Autobahnparkplatz gelegen.

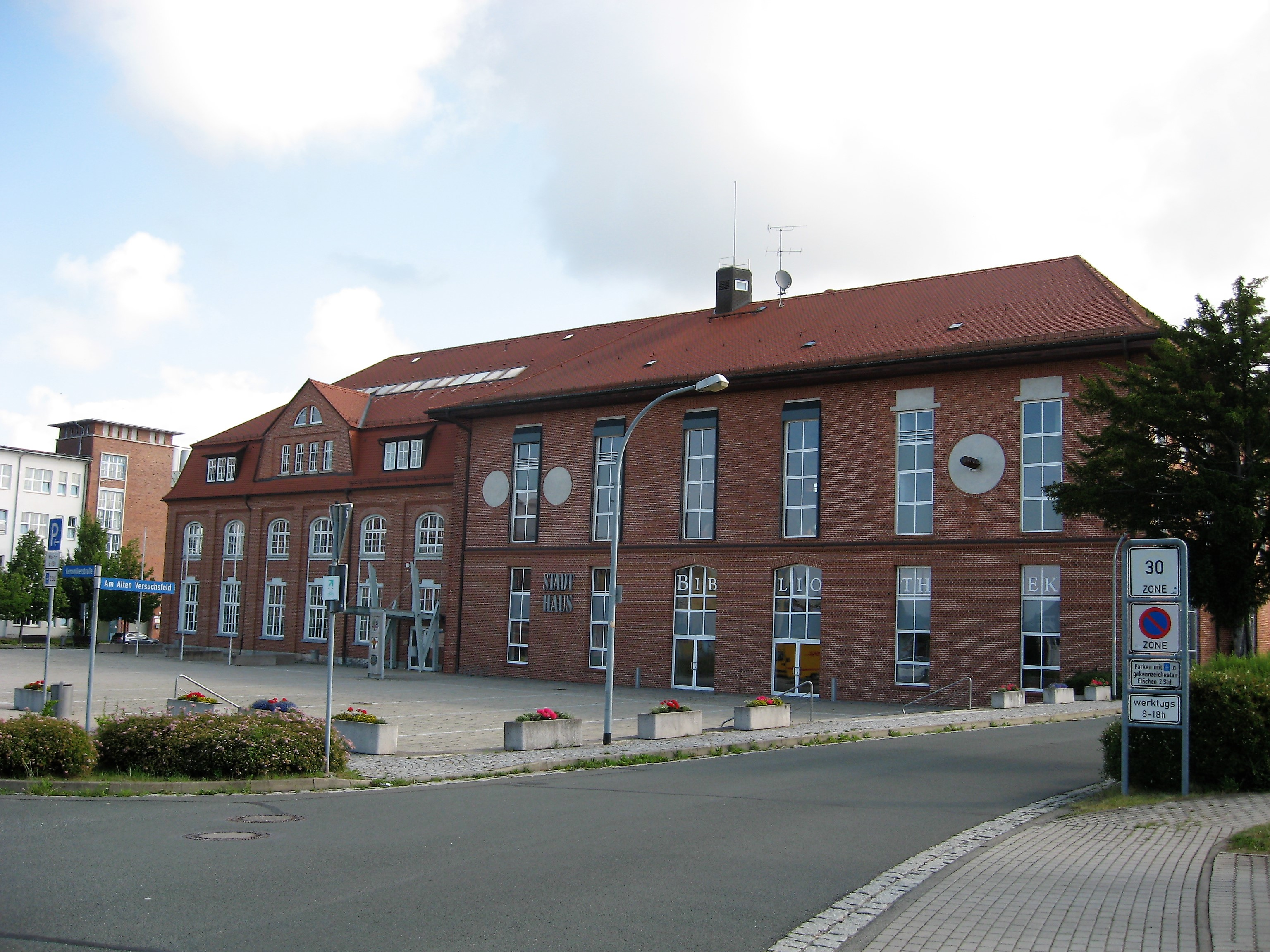
Stadthaus (am Alten Prüffeld)
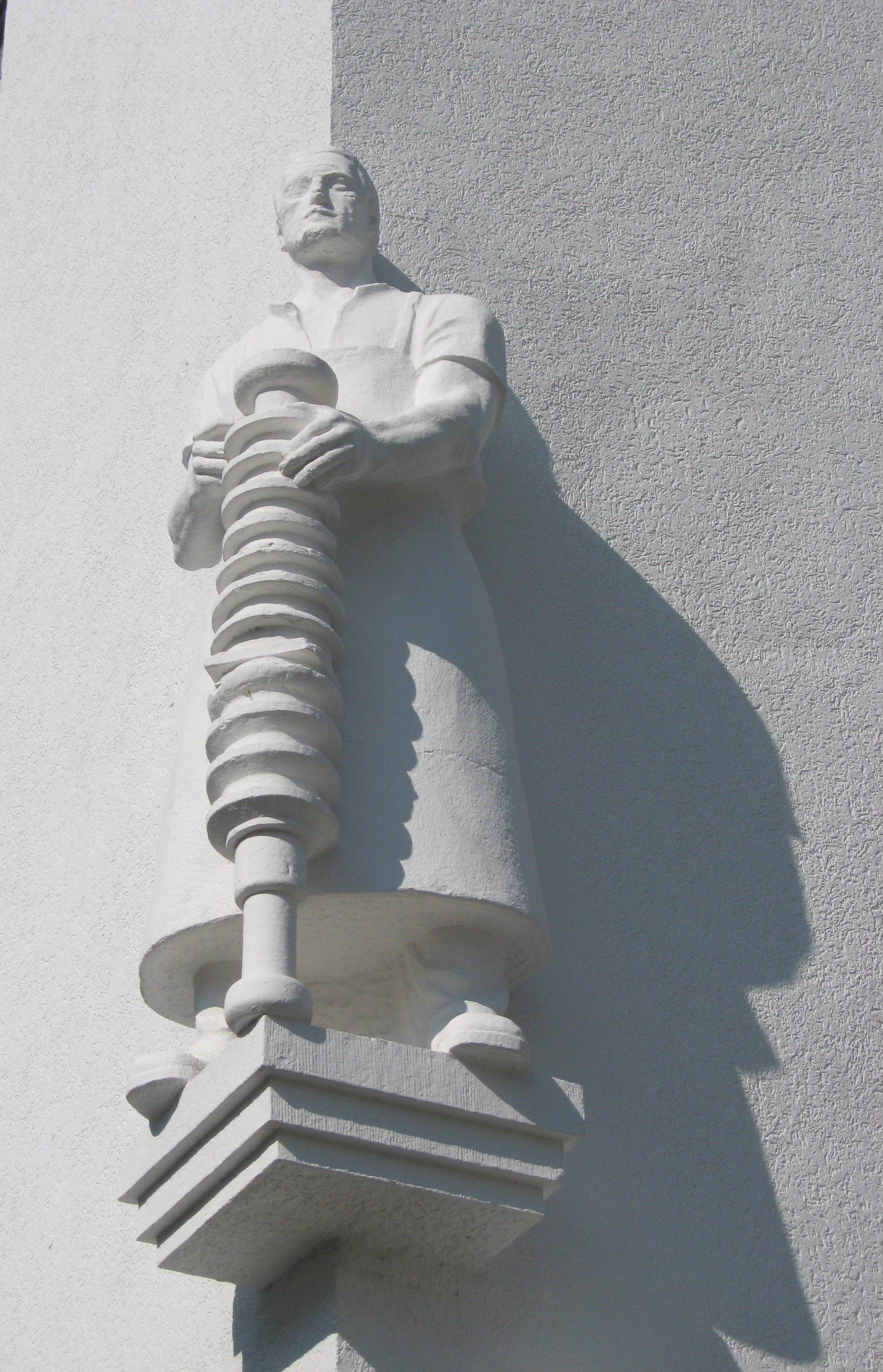
Porzellanarbeiter am Weißen Haus
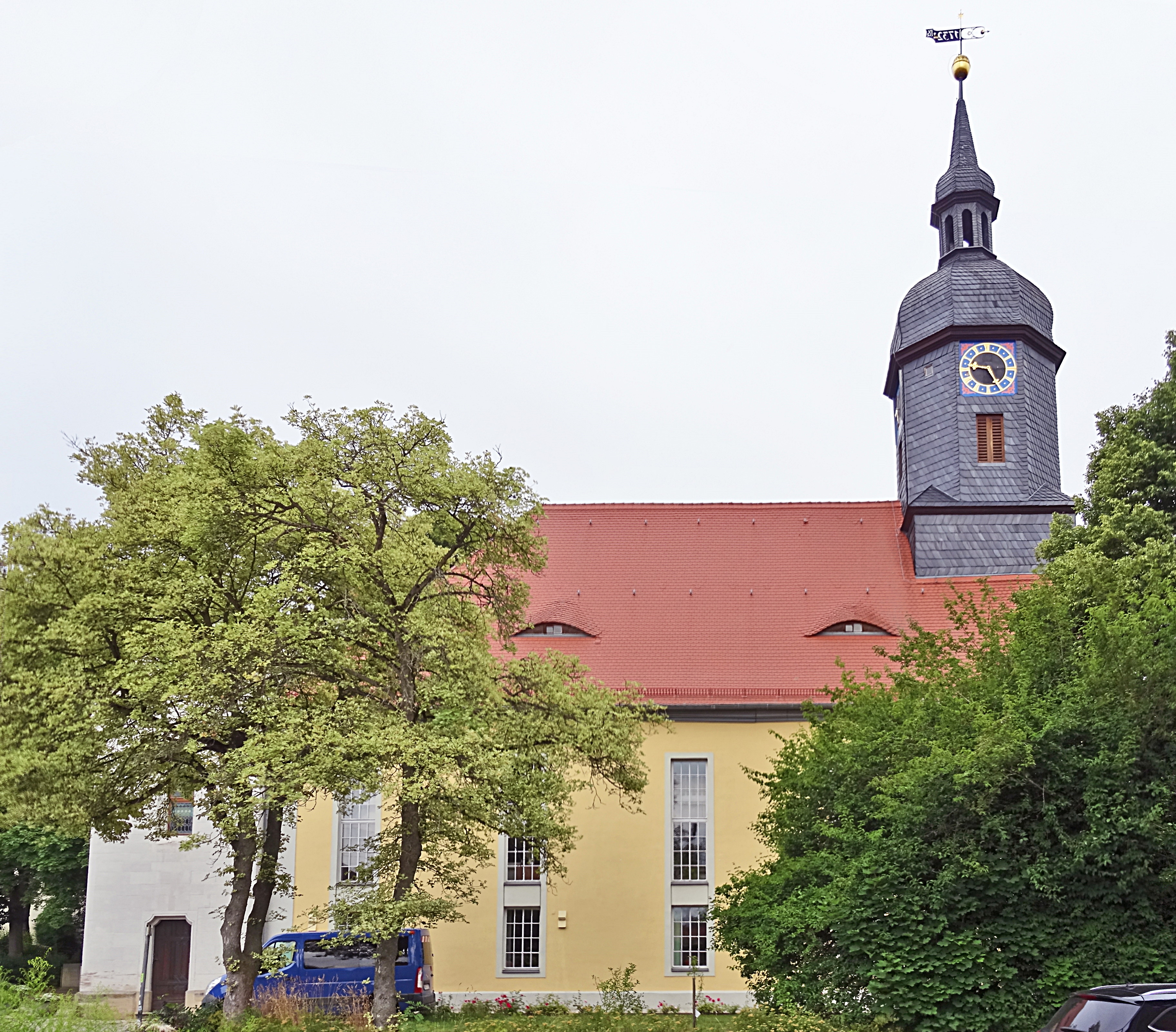
St.-Salvator-Kirche
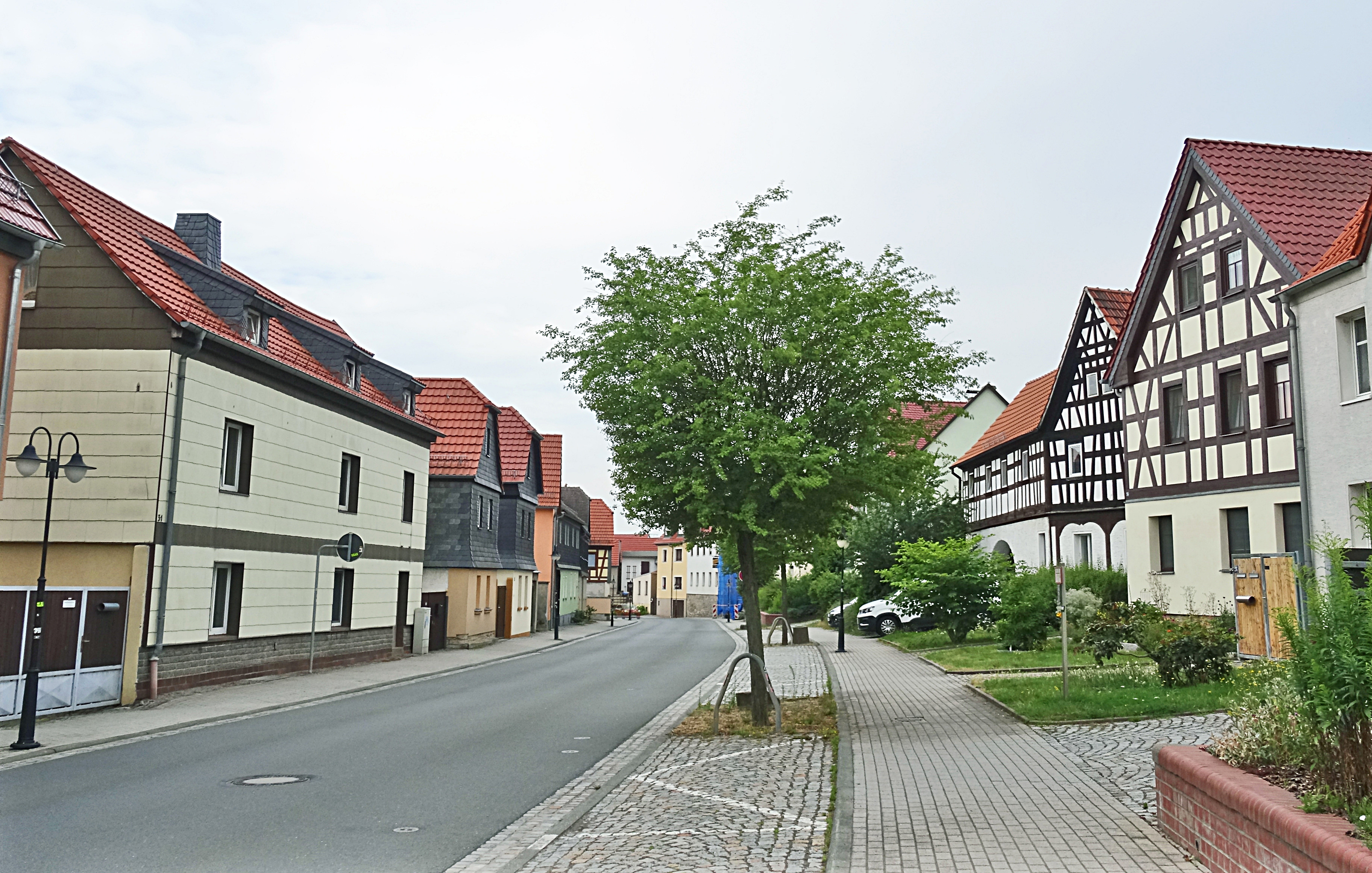
Fachwerkhäuser
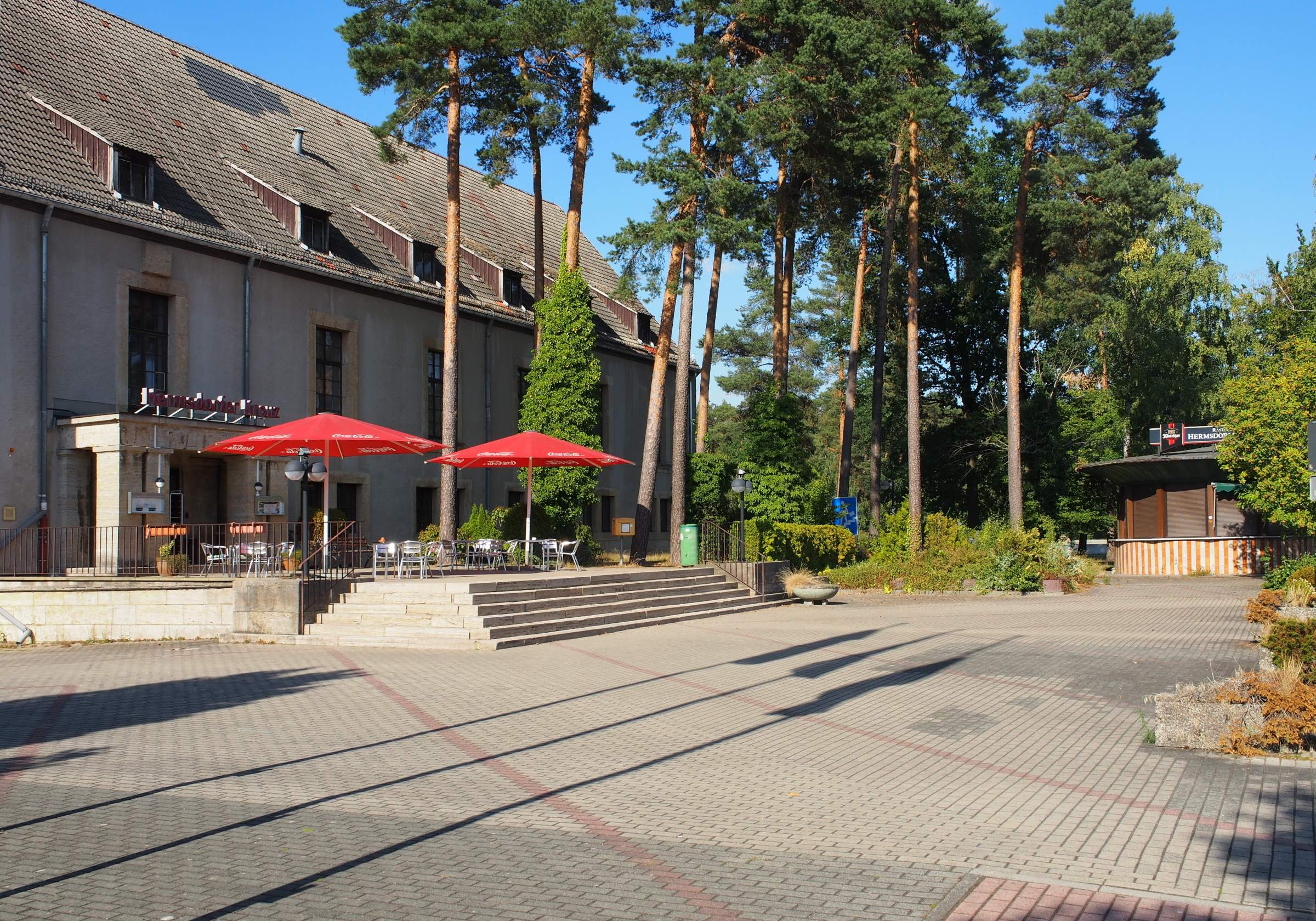
Historischer Autobahn-Rasthof von 1936 am Hermsdorfer Kreuz (2022)
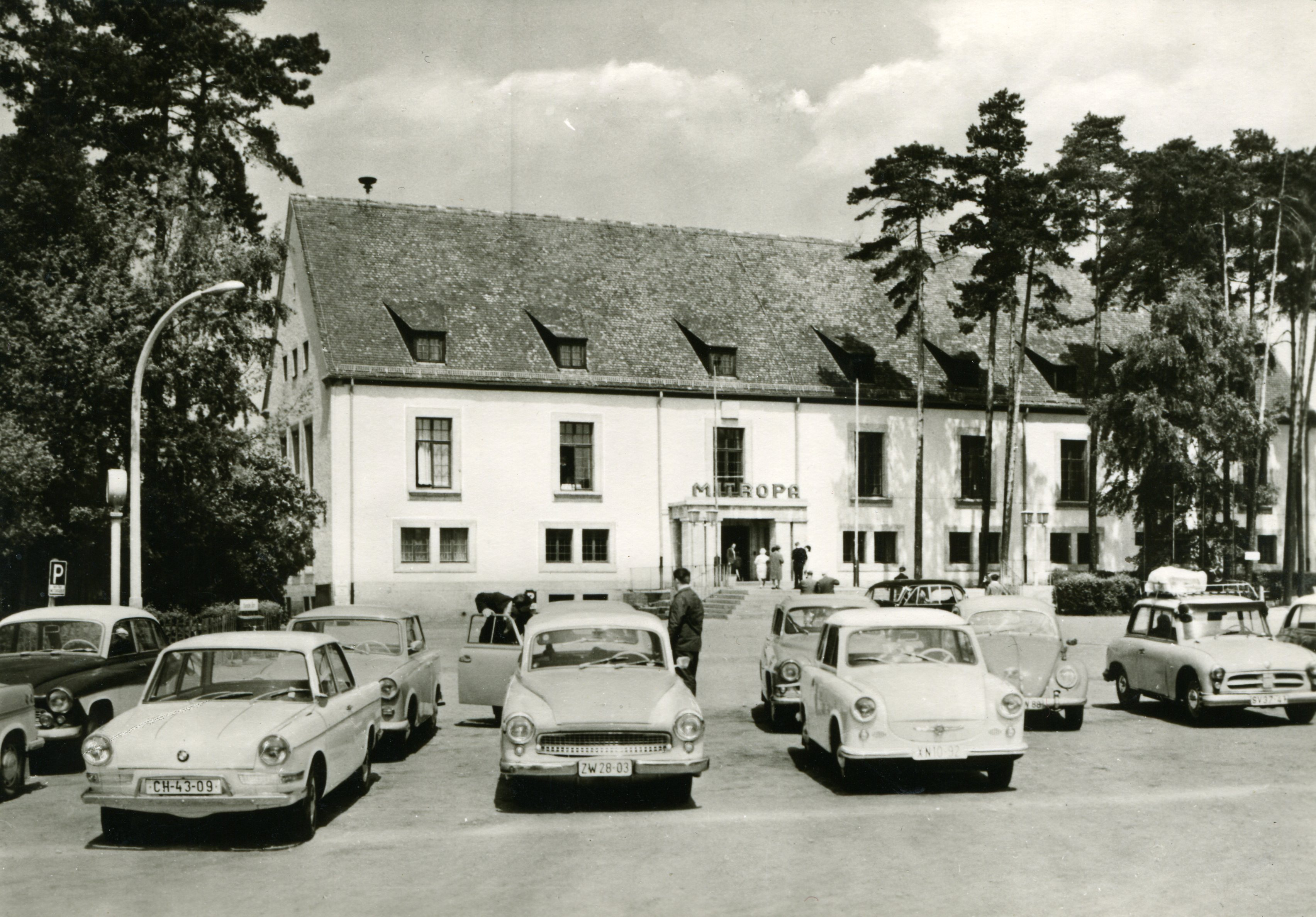
Rasthof Hermsdorf (der Mitropa) im Jahr 1971

#### Gasthof Zum Schwarzen Bären (Hermsdorf/Thür.)
Der Gasthof „Zum Schwarzen Bär“, sein erster urkundlicher Nachweis (Vorgängerbau, ein Kretscham) erfolgte 1170. Nachdem dieser Bau während des Dreißigjährigen Krieges zweimal abgebrannt war, wurde 1646 auf den Grundmauern dieser älteren Herberge der neue Gasthof „Zum schwarzen Bär im grünen Walde“ (belegter historischer Name) errichtet. Er weist in der großen Gaststube eine Decke aus dem 17. Jh. mit dreifach abgestuften starken Unterzügen sowie Wandrahmungen ebenfalls aus dem 17. Jh. auf. Decke und Wandrahmen zeigen Profile mit Tau-Verzierungen. Um 1980 wurde er als Club der Volkssolidarität genutzt. Sich anschließende Fachwerkhäuser standen ebenfalls schon in der DDR-Zeit unter Denkmalschutz.(Lage→)

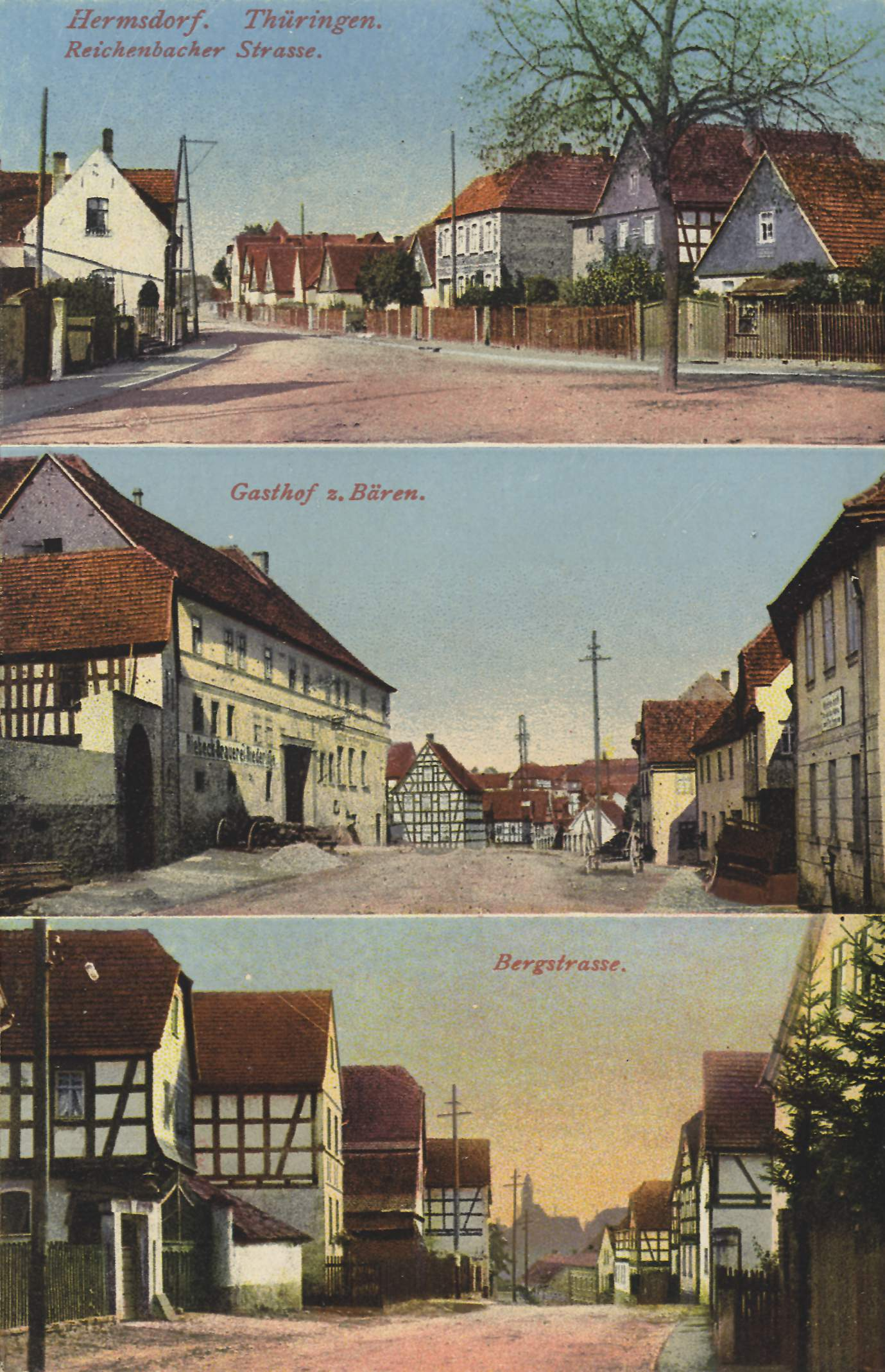
Gasthof Zum Schwarzen Bären auf historischer Postkarte (um 1900?)
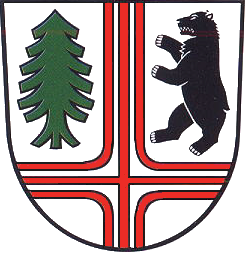
Der schwarze Bär im jungen Stadtwappen bezieht sich auf diesen Gasthof und seine frühe Erwähnung in Urkunden des Mittelalters

Zur herausragenden regionalgeschichtlichen Bedeutung dieses Gasthofes, siehe Kapitel Stadtgeschichte.

### Museen und Technische Denkmale
- technikgeschichtliches Heimatmuseum (Vereinsmuseum) „Technische Sammlung Hermsdorf“ im Anbau des Rathauses Hermsdorf (Eisenberger Str.56). Der zugehörige Verein für Regional- und Technikgeschichte (VRTG e. V.[31]) hat auch im Rathaus seinen Sitz. Das Museum zeigt u. a. Produkte des früheren VEB Keramische Werke Hermsdorf (KWH). Beispielsweise Hochspannungsisolatoren, chemische Laborgeräte aus Porzellan, Halbleiter dieses Werkes und weitere Porzellanprodukte aus den Bereichen Haushaltswaren und verfahrenstechnischer Chemieindustrie.[32]
- Großmeßsender Hermsdorf. Funktionstüchtiger Hochspannungs(entladungs)-Megahertz-Meßsender von 1941 mit bis zu 40 Kilowatt Leistung. Der oben genannte Verein im Rathaus ist Betreiber des Senders, der seit 1994/1995 unter Denkmalschutz steht. Nach vorheriger Anmeldung oder zu besonderen Terminen (u. a. Tag der Keramik am 5./6. April sowie am Tag des offenen Denkmals) können die Besucher den (durch den TÜV stillgelegten) Sender besichtigen und es wird ihnen eine (niederfrequente) 50-Hz-Hochspannungsentladung mit etwa 80000 Volt (ersatzweise) vorgeführt (Stand 2025).[33] Das Gebäude mit dem Prüfsender – am historischen Originalstandort – im heutigen „Ärztehaus“ (Eisenberger Str. 81), befindet sich in unmittelbarer Nähe des Kreisels beim Bahnhof Hermsdorf. In den hiesigen Räumlichkeiten ist auch historisches elektromechanisches und elektronisches Messequipment zu bestaunen, da dies ehemals ein Messlabor war.
- beim Rathaus, beim Stadthaus (ehem. Altes Prüffeld) und am Gewerbegebiet der Autobahnauffahrt Hermsdorf-Ost (ehem. Neues Prüffeld) sind keramische Hochspannungs-Isolatoren aufgestellt worden. Besonders große Exemplare beim Rathaus. Beim Stadthaus steht noch eine keramische Füllkörperkolonne der Chemieindustrie sowie ein Kollergang.

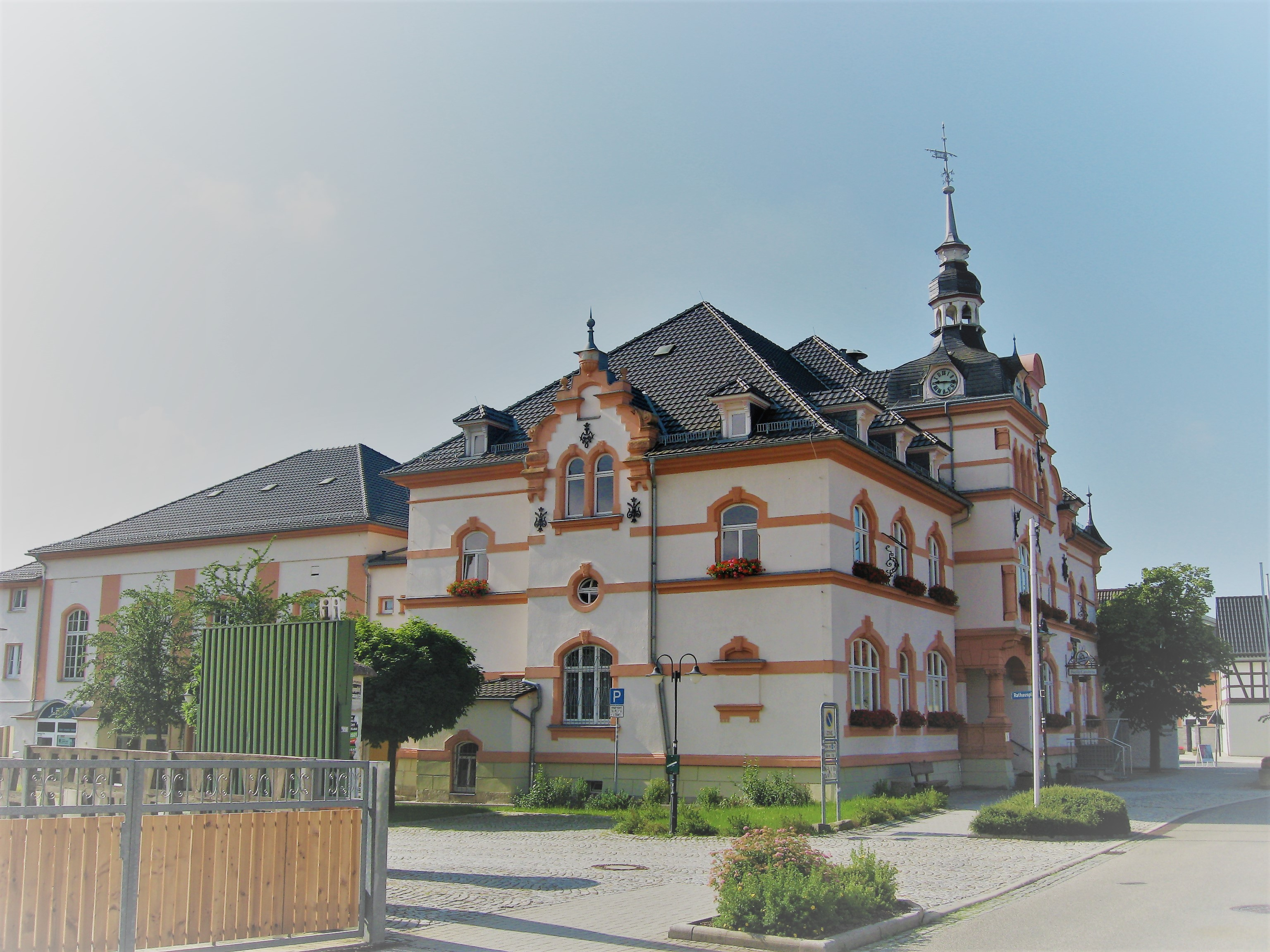
Rathaus mit dem Anbau (links) mit dem enthaltenen Heimatmuseum
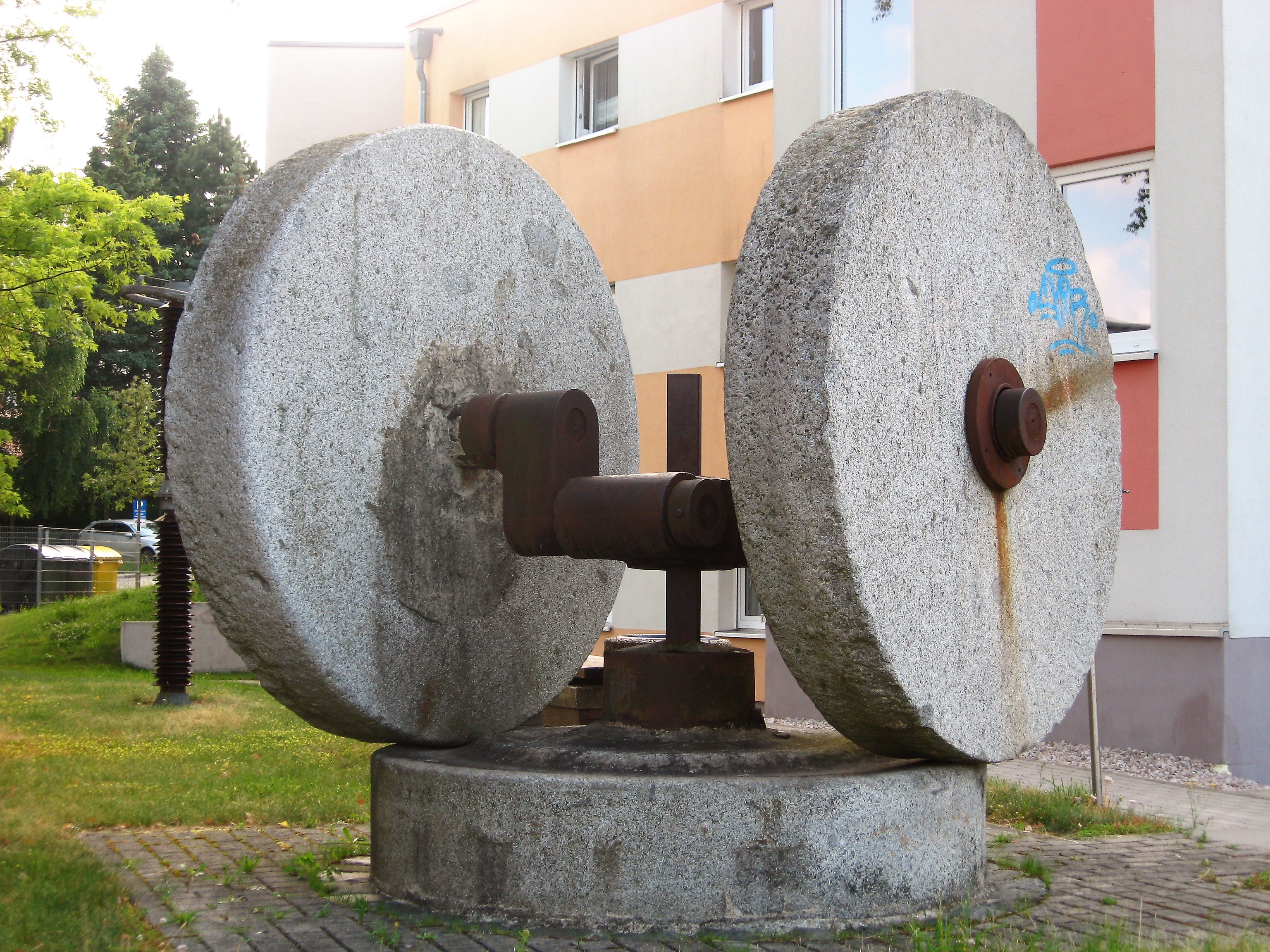
Kollergang beim Stadthaus

### Musik
- Blas-, Tanz- und Unterhaltungsorchester der Keramischen Werke Hermsdorf e. V.
- Fleck Sauer Ensemble

### Regelmäßige Veranstaltungen
- Maibaumsetzen
- Straßenfest Alte Regensburger Straße (Europäischer Denkmaltag, 2. Wochenende im September)
- Weihnachtskonzert
- „Musikalische Woche“ der Ev.-Luth. Kirche St. Salvator vom 1. bis 2. Advent

### Sport
Die sanierten und umgebauten Sportanlagen liegen mitten im Neubaugebiet der Stadt.
- Anerkanntes Nachwuchs-Talentezentrum des Landes Thüringen in der Leichtathletik
- Handball (Regionalliga, Oberligen etc.)
- ca. 1200 Mitglieder im SV Hermsdorf / Thüringen e. V.

## Gastronomie
Im Jahr 2011 wurden das Gasthaus „Zur Linde“ sowie „Holgers Bergstüb'l“ hier betrieben.

## Wirtschaft und Infrastruktur
Auf dem Areal des ehemaligen Großbetriebes Tridelta AG (früher Kombinat VEB Keramische Werke Hermsdorf, KWH) entwickelte sich ein Branchenmix kleiner und mittelständischer Betriebe. An der Autobahnanschlussstelle Hermsdorf-Ost entwickelt sich ein weiteres Gewerbegebiet. Das Mischgebiet daneben ist bereits voll belegt. Im Rahmen der JenArea21 haben die Stadt Jena und der Saale-Holzland-Kreis ihre Kräfte gebündelt, um die Region wirtschaftlich weiter zu stärken. Die Zusammenarbeit erfolgt vor allem zwischen Firmen aus Jena und Hermsdorf. Erfolgreiche Belege sind dafür zum Beispiel das Projekt fanimat, ein Verbund, der vom Hermsdorfer Institut für Technische Keramik geführt wird. Hermsdorf ist ein Wachstumskern. Hermsdorf ist durch sein Angebot an Arbeitsplätzen ein Einpendler-Standort (auf einen Auspendler kommen zwei Einpendler).
In Hermsdorf befindet sich mit dem Institut für Technische Keramik eine Außenstelle des Fraunhofer-Instituts für Keramische Technologien und Systeme.

### Verkehr

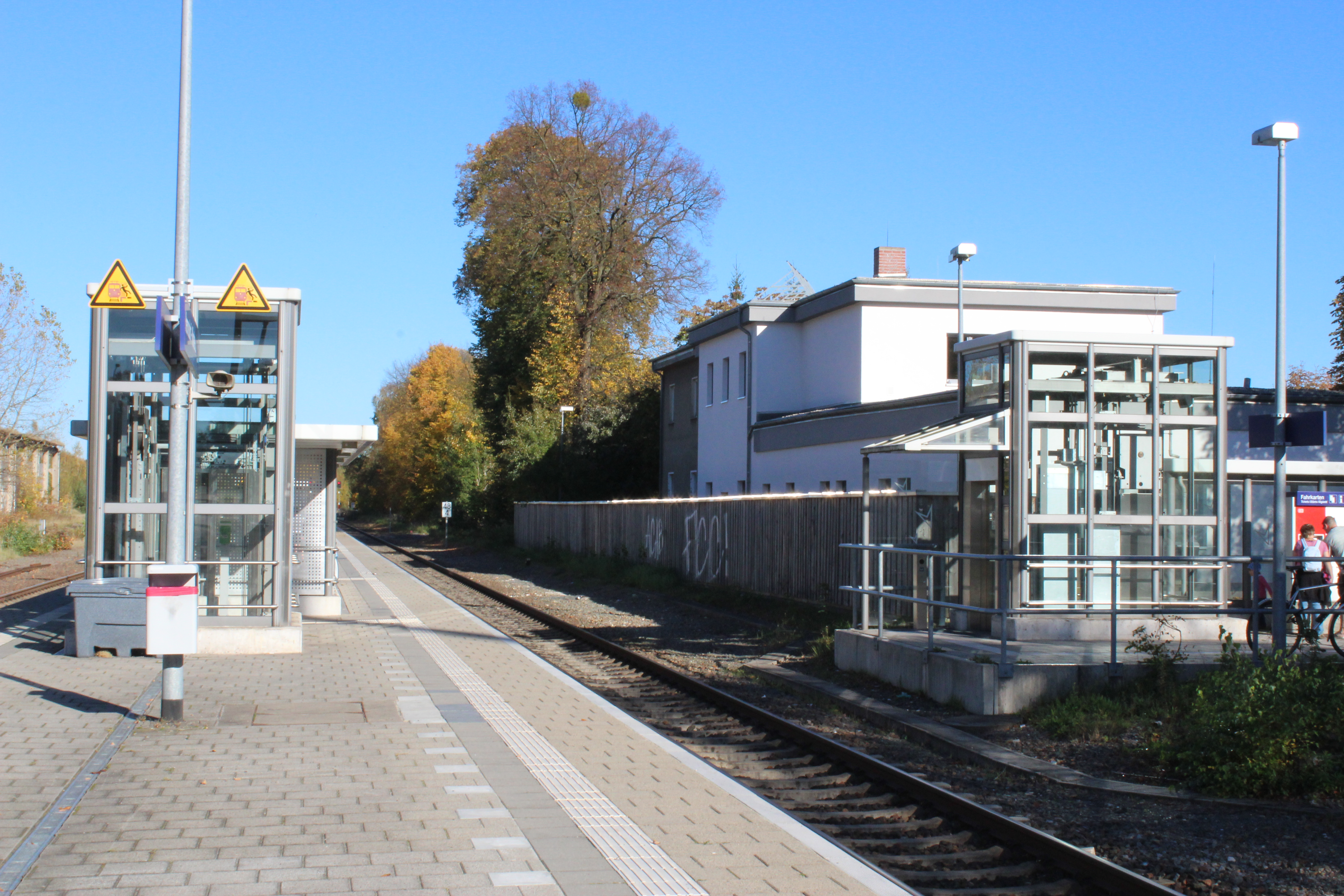
Bahnhof Hermsdorf-Klosterlausnitz (2017)

Der zweigleisige Bahnhof Hermsdorf-Klosterlausnitz liegt an der Bahnstrecke Weimar–Gera (Teil der Mitte-Deutschland-Verbindung) und ist mit drei Linien der an das überregionale Nahverkehrsnetz angeschlossen. Es steht ein rechnerischer 40-Minuten-Takt Erfurt Hbf–Jena West–Jena-Göschwitz–Hermsdorf-Klosterlausnitz–Gera Hbf zur Verfügung, die Verbindung Göttingen–Erfurt Hbf–Jena-Göschwitz–Hermsdorf-Klosterlausnitz–Gera Hbf–Glauchau (Sachs) wird zweistündlich bedient. Regionalbusse der JES Verkehrsgesellschaft mbH sowie des Verkehrsunternehmens Schröder verkehren nach Jena, Eisenberg, Stadtroda sowie in kleinere Ortschaften der Region. Die RVG Regionalverkehr Gera/Land bietet Direktverbindungen nach Gera, Bad Köstritz und Münchenbernsdorf an.
Hermsdorf liegt im Schnittpunkt der A 4/A 9 (Hermsdorfer Kreuz) und hat drei Autobahnabfahrten.
- A 4 Anschlussstelle (56 b) Hermsdorf-Ost
- A 9 Anschlussstelle (23) Bad Klosterlausnitz (im Norden)
- A 9 Anschlussstelle (25) Hermsdorf-Süd

Die Landesstraßen L1070 und L1073 kreuzen sich ebenfalls in Hermsdorf. (alte Handelswege Naumburg–Regensburg)
Weiterhin verläuft nördlich von Hermsdorf die L1075 und südlich die L1076.

### Freiwillige Feuerwehr
In Hermsdorf ist die Freiwillige Feuerwehr (FF) als Stützpunktfeuerwehr angesiedelt. Vor allem aufgrund der beiden anliegenden Autobahnen sind die Hermsdorfer Einsatzkräfte die am meisten alarmierten im Saale-Holzland-Kreis. In Hermsdorf sind zahlreiche Fahrzeuge des Katastrophenschutzes untergebracht. Des Weiteren findet sich die Atemschutzwerkstatt des Landkreises im Gebäude der Hermsdorfer Freiwilligen Feuerwehr.
Im Jahr 2019 begeht die FF Hermsdorf ihr 120-jähriges Jubiläum.

### Bildung

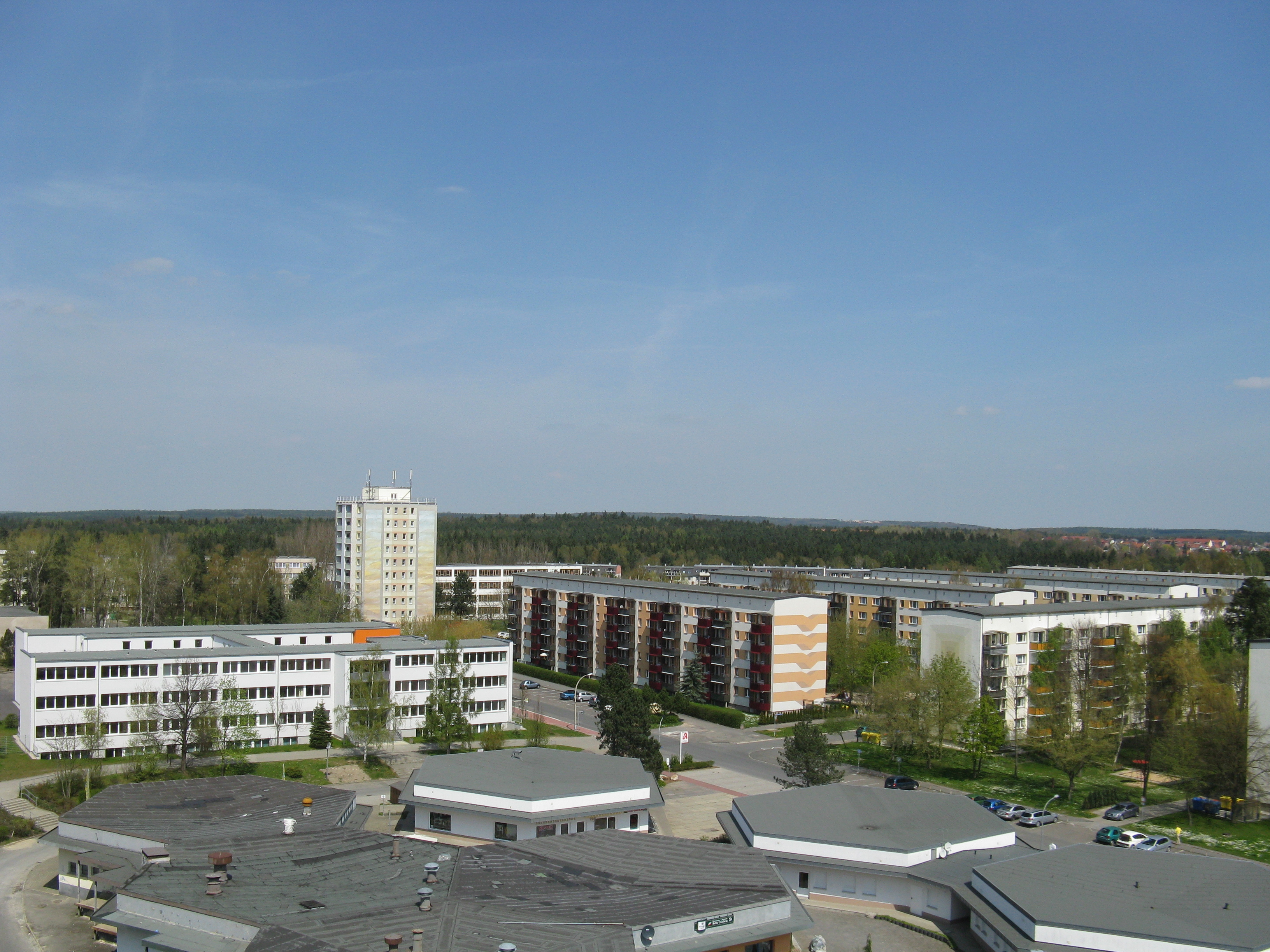
Aussicht auf drei Schulen der Stadt

- Staatliches Berufsschulzentrum Hermsdorf-Schleiz-Pößneck
- Staatliches Holzland-Gymnasium Hermsdorf
- Staatliche Regelschule Am Hermsdorfer Kreuz
- zwei Grundschulen (staatliche Grundschule in der Waldsiedlung und Friedensschule)
- Staatliche Förderschule

## Persönlichkeiten

### Söhne und Töchter der Stadt
- Johann Eschenbach (* 1650), Arzt und Mitglied der Gelehrtenakademie „Leopoldina“
- Artur Immisch (1902–1949), Pianist
- Kurt Plötner (1905–1984), SS-Sturmbannführer, KZ-Arzt, führte Menschenversuche im KZ durch
- Paul Franke (* 13. Juli 1908 in Breslau; † 11. Mai 1996 in Hermsdorf), Kunstmaler und Lehrer
- Volmar Gerold (* 1922), Metallphysiker, ordentlicher Professor für Metallkunde in Stuttgart
- Waldemar Schilling (1927–1980), Ingenieur, Werkdirektor und Volkskammerabgeordneter
- Joachim Plötner (1934–1975), deutscher Dramaturg, Kritiker und Autor
- Hubertus Merker (* 1. September 1944 in Fleyh; † 18. Oktober 2010 in Hermsdorf), Kirchenmusikdirektor, Stadtratsvorsitzender
- Horst Gorbauch (* 1948), Religionspädagoge und Sachbuchautor

### Ehrenbürger
- Friedrich August Hermann Koch (1842–1905); Ehrenbürger seit 31. März 1896
- Gustav Strupp in Meiningen (1851–1918); Ehrenbürger seit 31. März 1896
- Wilhelm Sperhake (1879–1955), Bürgermeister von Hermsdorf (3. Oktober 1929 bis 17. März 1933 sowie 1. Mai 1945 bis 20. April 1949); Ehrenbürger seit 6. Juli 1949
- Gerd Pillau (1948–2018), Bürgermeister von Hermsdorf (1994–2018); Ehrenbürger seit 2018

### Persönlichkeiten, die mit Hermsdorf in Verbindung stehen
- Johann Cilenšek (1913–1998), Komponist und Musikpädagoge, arbeitete 1934 in Hermsdorf
- Otto Worms (1913–1943); er rettete 1943 den jüdischen Sowjetbürger Naum Spektor in Hermsdorf und trägt den Ehrentitel Gerechter unter den Völkern.[35] Der Kommunist Worms hatte dem 16-jährigen Spektor zusammen mit anderen Kommunisten zur Flucht verholfen (dies bezieht sich offenbar auf das hiesige Kriegsgefangenenlager[36]). Die Faschisten ermordeten daher Otto Worms. Die DDR hatte nach ihm Hermsdorfer Einrichtungen und Kollektive benennen lassen.[37]